# Амати
Ама́ти (итал. Amati) — итальянское семейство скрипичных мастеров из Кремоны.
Основатель фабрики кремонских скрипок Андре́а Ама́ти (Andrea Amati, 1505, Кремона — 1577, Кремона).
Семья принадлежала к одной из старейших фамилий Кремоны и первое упоминание о ней встречается в летописях  города в 1097 г. У кого учился Андреа Амати, неизвестно, но по стилю его ранних работ можно предположить что он был знаком с работами Гаспаро да Сало.  Его сыновья Анто́нио и Иероним (Джиро́ламо) продолжали дело отца.
Антонио Амати (Antonio Amati, 1550 — 1638) был превосходным мастером скрипок. Одним из первых начал использовать плоские своды дек. Его скрипки имеют небольшие размеры. Техническое выполнение инструментов безупречно, звучат нежно и певуче.
Иероним (Джироламо) Амати (Hieronymus Girolamo Amati, 1551—1635).  Братья Иероним и Антонио работали вместе в течение 60 лет, приблизительно с 1577 по 1635 годы.
Нико́ло Амати (3 сентября 1596 — 12 августа 1684). Сын Иеронима (Джиро́ламо).  Николо довёл до возможного совершенства форму и звук кремонских скрипок. Известен как учитель Андреа Гварнери и Антонио Страдивари, также  из его мастерской вышли его сын Иероним 2-й (1649—1740), при котором знаменитую фабрику семейства  пришлось закрыть.  Из знаменитой мастерской вышел и  Франческо Руджери (Francesco Ruggeri, 1645—1700), который стал главой целой семьи мастеров.
К кремонской  мастерской Николо Амати примыкают также множество иногородних мастеров, таких как: Доменико Монтаньяна (Венеция), знаменитый мастер виолончелей, Франческо Гобетти и Санто Серафино (Венеция), Гранчино (Милан), Роджери (Брешия), Тонони (Болонья).
Согласно утверждению ЭСБЕ, «скрипки Амати имеют приятный, чистый, нежный, хотя и не сильный, тон; скрипки эти небольшого размера, красиво отделаны, сверху и снизу значительно выгнуты, вследствие чего не имеют широкого и звучного тона».

## Источник
- Амати // Энциклопедический словарь Брокгауза и Ефрона : в 86 т. (82 т. и 4 доп.). — СПб., 1890—1907.
- Волшебники Архивная копия от 30 июля 2016 на Wayback Machine